# Dicranoweisia crispula
Dicranoweisia crispula là một loài Rêu trong họ Dicranaceae. Loài này được (Hedw.) Milde mô tả khoa học đầu tiên năm 1869.